# الساركومة الغدية الرحمية
الساركومة الغدية الرحمية  هي شكل غير شائع من السرطان ينشأ من النسيج الوسيطي للرحم وله مكون حشفي غير خبيث.

## العلامات والأعراض
العرض الأكثر شيوعا هو النزيف المهبلي .  وتشمل الاعراض الأخرى كتلة الحوض والورم الرحمي. بشكل عام ، النتائج السريرية غير محددة.

## علم الأمراض
ساركومة الغدية الرحمية ، بحكم تعريفها ، تحتوي على سدى خبيث وعناصر غدية غير خبيثة. معايير منظمة الصحة العالمية (WHO) لديها نقطة خفض معدل الانقسام ؛ ومع ذلك ، غالبًا ما يتم تجاهل هذا الأمر ، حيث من المعروف أن الأورام الرقيقة ذات معدلات الانقسام المنخفض معروفة في بعض الأحيان. 

## العلاجات
عادة ما يتم علاج الساركومة الغدية  لالرحم عن طريق استئصال الرحم التام للبطن واستئصال البوق الفموي الثنائي (TAH-BSO). يمكن إجراء جراحة تتجنب المبيض لدى النساء اللواتي يرغبن في الحفاظ على الخصوبة. 

## التكهنات
يتم التكهن بالتشخيص في المقام الأول من خلال مرحلة السرطان. يتم اكتشاف معظم الأورام في مرحلة مبكرة حيث يكون لها تشخيص جيد ، خاصة عند مقارنتها بسرطان الرحم.نسب البقاء على قيد الحياة لمدة خمس سنوات لأورام في المرحلة الأولى والمرحلة الثالثة هي حوالي 80 ٪ و 50 ٪ على التوالي. 